# IPhone 6S

iPhone 6S și iPhone 6S Plus sunt două tipuri de telefoane inteligente cu ecran tactil din seria iPhone dezvoltate de compania americană Apple. Produsele au fost prezentate public pe data de 9 septembrie 2015. Dispozitivele sunt, în comparație cu predecesoarele lor sensibil mai mari ca dimensiune. Funcționează cu sistemul de operare iOS 10.2.1..

## Lansare și comercializare
Pe data de 9 septembrie 2015, în cadrul unei conferințe desfășurate în San Francisco, Apple a anunțat cele mai noi iPhone-uri ale sale, iPhone 6S și iPhone 6S Plus. La prima vedere, acestea sunt foarte similare cu modelele de anul trecut, cel puțin estetic.Comercializarea noilor telefoane a început pe 25 septembrie 2015.

## Specificații
iPhone 6S este mai gros și mai greu decât modelul lansat în urmă cu aproximativ un an. Această particularitate este cauzată atât de către folosirea unui noul aliaj de aluminiu la construcție, seria 7000, mult mai rezistent, cât și de prezența unei noi componente hardware în interior, motorul haptic intitulat 3D Touch de către cei de la Apple. Are 138,3 x 67,1 x 7,1 milimetri și o greutate de 143 de grame. Vine preinstalat cu noul iOS 11
Diagonala ecranului de la iPhone 6S are 4,7 inci, este de tip LED IPS cu o rezoluție de 1334 x 750 pixeli. Cu o densitate de pixeli de 326ppi, acesta poartă în continuare numele de Retina HD. Pentru a rezista la zgârieturi este protejat cu un strat de sticlă întârită prin Dual Ion Exchange. Are un contrast specificat de 1400:1 și o luminozitate specificată de 500cd/m2. Noutatea majoră a noului ecran este suportul pentru 3D Touch, o tehnologie prin intermediul căreia panoul nu vă înregistrează doar atingerea, ci și presiunea cu care apăsați pe ecran. Efectul obținut este similar cu click dreapta pe un PC obișnuit, generând meniuri contextuale și un efect intitulat Peek & Pop.
Pentru procesare, acesta folosește noul SoC creat in-house de compania americană, Apple A9 format dintr-un procesor dual core la 1,86 GHz pe arhitectură ARMv8-A și 2GB RAM. Acesta este primul telefon Apple cu 2GB RAM. Bateria de la iPhone 6S are 1715 mAh și este de tip litiu polimer. Autonomia specificată este aceeași ca în urmă cu un an, la iPhone 6, 14 ore de conversații vocale pe o conexiune 3G și o perioadă de standby de 10 zile, 11 ore de redare de conținut video și 50 de ore de audio. Este compatibil cu cele mai noi rețele de comunicații celulare LTE Advanced, WiFi 802.11 ac, Bluetooth 4.2, GPS și GLONASS. Cititorul de amprentă TouchID a ajuns la a doua generație.
Camera de la iPhone 6S este prima cameră cu un senzor de 12 megapixeli pe orice dispozitiv creat de Apple. Dimensiunea pixelilor este de 1,22 microni, iar apertura f/2.2. Poate filma conținut video la rezoluție 4K și 30 de cadre pe secundă, la 1080p cu 30, 60 și 120 de cadre pe secundă, 720p la 240 de cadre pe secundă - slow motion. Cu aceeași cameră puteți realiza panorame cu o rezoluție maximă de 63 megapixeli și Live Photos, un mod de a captura imagini sub forma de clipuri de câteva secunde. Camera frontală este de 5 megapixeli cu f/2.2 și poate filma la rezoluție 720p
Este disponibil pentru achiziție în trei variante de memorie internă, 16, 64 și 128GB și patru culori: Silver, Space Grey, Gold și Rose Gold. Prețurile nesubvenționate pentru noile telefoane vor rămâne neschimbate în comparație cu anii trecuți, 649 de dolari pentru varianta de 16GB, 749 de dolari pentru 64GB și 849 pentru 128GB.

## Legături externe
- iPhone 6S / iPhone 6S Plus
- Mai groase și mai grele, iPhone 6S și iPhone 6S Plus vin cu minusuri mari
- Cât de rezistente sunt noile telefoane iPhone la apă

1. ↑  „Cara Merawat Kesehatan Baterai iPhone Battery Health” (în Indonesian). Shukan Bunshun. 25 iulie 2019. Arhivat din original la 9 august 2019. Accesat în 29 iulie 2019.